# ポールスタア
株式会社ポールスタアは、本社及び工場を東京都東村山市に置き、ソースを製造する調味料メーカーである。社名は北極星を意味する "Polestar" に由来する。
1850年（嘉永3年）、東村山市に櫻井醤油店として創業、「一太醤油」の商標で醤油を醸造。
1977年5月、株式会社ポールスタアを設立。醤油醸造業から調味料製造業に業態転換し、ソース・たれ等の製造販売を開始する。
会社設立直後より無添加製品を掲げ、合成保存料、合成着色料、うま味調味料などの添加物を極力加えないオリジナルソース・たれ等の調味料を製造販売する。2009年4月、ISO 22000を取得。
業務用製品も生産しており、ファミリーレストランのデニーズで使用される「デニーズソース」、スエヒロのすき焼割下･ソースは同社で製造されている。
また東村山のご当地グルメ商品として「東村山黒焼きそばソース」を自社開発し、地域の特産品として市販するとともに、業務用として市内の飲食店向けに供給している。
テレビ東京のご当地バラエティ番組「出没!アド街ック天国」で、東村山市特集（2006年10月21日放送）の第24位に同社が取り上げられた。

## 主な商品
- 無添加シリーズ
  - ウスターソース
  - とんかつソース
  - 中濃ソース
  - 東村山黒焼そばソース（東村山のご当地グルメ。イカ墨・黒酒などを使用）
  - 中央線ソース（多摩川梨、信州ぶどう、長野県産りんごを使用）
  - 西武線ソース（小平のブルーベリー、清瀬のにんじん、狭山茶、多摩川梨を使用）

※西武鉄道の駅売店「TOMONY」一部店舗では、西武線ソースに限り取り扱いあり